# Facing the Giants
Facing the Giants (también conocida como Desafío a los gigantes) es una película de deporte, drama y cristianismo, dirigida y protagonizada por Alex Kendrick. El reparto fue compuesto por voluntarios de la Iglesia Bautista Sherwood, y es la segunda película hecha por Sherwood Pictures. Fue filmada en Albany, Georgia, y la película relata una historia de fútbol americano de una perspectiva de la fe cristiana.
La película fue estrenada el 29 de septiembre de 2006, a principios de 2007 salió a la venta en DVD, e hizo su debut en la televisión el 21 de septiembre de 2008, en la Trinity Broadcasting Network.

## Elenco
- Alex Kendrick como Grant Taylor.
- Shannen Fields como Brooke Taylor.
- Bill Butler como Neil Prater.
- Bailey Cave como David Childers.
- Steve Williams como Larry Childers.
- Tracy Goode como Brady Owens.
- Jim McBride como Bobby Lee Duke.
- Tommy McBride como Jonathan Weston.
- Jason McLeod como Brock Kelley.
- Chris Willis como J.T. Hawkins Jr.
- Ray Wood como el Sr. Bridges
- Erin Bethea como Alicia Houston.
- David Nixon como el Sr. Jones
- Mark Richt como él mismo y el antiguo entrenador de Grant Taylor.

La mayoría del elenco y el equipo eran miembros de la Iglesia Bautista Sherwood en Albany, Georgia. Por ejemplo, el papel de Bobby Lee Duke, el entrenador  contrario en la final estatal, fue interpretado por el pastor de Sherwood Baptist, Jim McBride.

## Banda sonora
1. Come Together - Third Day
2. Voice of Truth - Casting Crowns
3. Facing the Giants Theme (Score) - Mark Willard
4. I'm Finding You - Bebo Norman
5. The Deathcrawl (Score) - Mark Willard
6. Completely - Ana Laura
7. A Gift from God (Score) - Mark Willard & Alex Kendrick
8. Come on Back to Me - Mac Powell
9. Never Give Up on Me - Josh Bates
10. The Fight (Score) - Mark Willard
11. With You - Mark Willard
12. Attempting the Impossible (Score) - Mark Willard & Alex Kendrick
13. Attempting the Impossible (Score) - Mark Willard & Alex Kendrick

## Sinopsis
Grant Taylor es un exjugador y entrenador de fútbol americano de Atlanta, a cargo del equipo juveni; los Shiloh Eagles, los cuales aún no han llegado a los playoffs estatales o incluso han logrado un récord ganador en un mandato de 6 años. Después de que su 7.ª temporada comienza con una racha de 3 derrotas consecutivas, un jugador clave se va a otra escuela, algunos de los padres de los jugadores comienzan a agitar su despido e incluso tratan de que el entrenador defensivo del equipo, Brady Owens, tome el mando de los Eagles. Sin embargo, las complicaciones dentro de los Eagles, no son los únicos problemas a los que se enfrenta Grant; su casa tiene moho y goteras en el techo, además, sus electrodomésticos se están descomponiendo y su automóvil es poco confiable, puesto que está muy obsoleto. Luego, de manera aplastante, se entera de que él es la razón por la que su esposa, Brooke Taylor, no puede quedar embarazada, haciendo pensar una posible esterilidad de Grant.
Mientras tanto al inicio de la temporada, se incorpora al equipo, David Childers, un alumno recién llegado desde Macon, el cual practica fútbol soccer, sin embargo, por consejo de su padre, Larry Childers, (el cual es parapléjico y usa silla de ruedas) David realiza pruebas para entrar a los Eagles como pateador, pese a la dificultad de David de poder patear el ovoide, el entrenador ofensivo del equipo, J.T. Hawkins Jr. Observa potencial en él y David es ingresado al equipo como pateador de reserva. Tras la 3.ª derrota consecutiva de los Eagles, frustrado y al borde del despido, Grant recibe la visita de su antiguo entrenador de fútbol, Mark Richt, el cual lo inspira a crear una nueva filosofía de entrenamiento, basada en la devoción a Dios independientemente de los resultados en el campo. Al mismo tiempo, influye en sus jugadores para que se esfuercen mucho más y les dice que pueden ganar bajo la guía de Dios. La mejora de la actitud de sus jugadores, como Brock Kelley, Matt Prater, Rob Scott, entre otros, los cuales no solo mejoran en lo deportivo, sino también en lo académico, mejorando sus notas y calificaciones, también influye en el resto de la escuela, mejorando la condición laboral de Grant, lo que le lleva a un mejor sueldo e incluso siéndole obsequiada una camioneta nueva, lo cual le da más estabilidad tanto a Grant, como a Brooke. A partir de entonces, los Eagles, inician una racha en la que ganan todos los partidos restantes de la temporada regular y se clasifican para los playoffs estatales por 1.ª vez desde la llegada de Grant al equipo.
Los Eagles pierden su partido de playoffs, pero, posteriormente se les otorga la victoria por abandono después de que sus oponentes usarán 2 jugadores de 19 años. Los Eagles luego avanzan en los playoffs hasta llegar a la final, contra el rival más difícil del estado: los Richland Giants; 3 veces campeones estatales y campeones defensores consecutivos, ya que, a diferencia de todos los equipos estatales, que cuentan con al menos 32 jugadores, los Giants, cuentan con 85 jugadores en su nómina, bajo el mandato de su entrenador, Bobby Lee Duke. 
Empieza la final del campeonato y Los Giants se muestran rápidos y fuertes, logrando 2 anotaciones, y logrando detener constantemente a la ofensiva de los Eagles liderada por el quarterback Zach Avery, pero, tras una intercepción de Jeremy Johnson en la defensa, los Eagles logran su 1.ª anotación del juego, dejando el marcador 14-7 antes del final de la 1.ª mitad, durante el descanso, Brady y T.J son conscientes de la fuerza y velocidad de Richland, por lo que Grant, notando que también son predecibles, decide usar señuelos en el 4.º periodo, aunque T.J insiste en no usar esa táctica seguidamente, tomando en cuenta la cantidad de jugadores que poseen los Giants (85 jugadores). 
En la 2.ª mitad. los Giants suman otro touchdown (aunque fallan en la conversión de 2 puntos) y un gol de campo antes de que los Eagles a través de uno de sus receptores, Nathan Markle, gracias a un señuelo de Matt, logren anotar otros 2 touchdowns. Ya en el último cuarto, con el marcador 23-21, a medida que el reloj se agota y con menos de 2 minutos para el final del juego, los Giants están a una yarda de sellar el juego con un touchdown. Brock está agotado y pide a alguien más que lidere la defensa, pero Grant lo anima a darle 4 oportunidades más; Brock, a pesar de su agotamiento, está de acuerdo, y los Eagles logran conseguir una captura, una parada y un bloqueo de pase, llevándolo a 4.ª oportunidad. Con un poco de arrogancia de Duke, insistiendo en un touchdown para sentenciar el juego (cuando un gol de campo habría sellado la victoria), pide a la ofensiva que vayan a por el touchdown, sin embargo, Brock provoca un balón suelto y los Eagles, con una carrera de Jonathan Weston, lo lleva a la yarda 34, logrando detener el reloj con 2 segundos por jugar.
Brady, insinúa realizar un pase largo, pero, T.J, considera un gol de campo. Grant, dándose cuenta de nuevo de que no pueden correr más rápido o dominar a los Giants, decide arriesgarse mucho y pide un gol de campo de 51 yardas (en contra del viento) de David, quien se vio obligado a hacerse cargo cuando el pateador titular, Joshua Webster, fuera lesionado en la espalda a principios de la segunda mitad. David insiste en que no puede patear tan lejos, (ya que su marca más larga son 39 yardas, y además de que David cuenta con un peso de 60 kg.) pero sale de todos modos. Después de un discurso entusiasta de Grant, otro poco de arrogancia por parte de Duke (quien pide un tiempo fuera para "congelar" a Childers), y ver a su padre Larry, parado más allá de la cerca y sosteniendo los brazos en alto, David le pide a Dios que lo ayude con la patada. Aparentemente en respuesta, el viento de repente se vuelve favorable y Grant les dice que lo pateen. La patada de David apenas despeja los postes, y con las condiciones del viento, la patada es buena, con la cual los Eagles derrotan a los Giants con un marcador de 23-24, proclamándose campeones estatales, por 1.ª vez en su historia.
Después del juego, siguiendo las celebraciones en los vestidores, Grant les dice a sus jugadores que no son inferiores ni carecen de habilidad y que nada es imposible para Dios. Más tarde esa noche, Brooke revela que finalmente está embarazada, lo que hace que Grant rompa a llorar de alegría. 2 años después, se revela que los Taylor tienen un hijo pequeño con otro hijo en camino, y mientras tanto, los Eagles han ganado un segundo título estatal.